# Törzs Éva
Törzs Éva Mária (Budapest, Terézváros, 1914. február 14. – Budapest, 1987. április 6.) magyar festőművész. 

## Élete
Törzs Jenő színész és Forrai Rózsi színésznő lányaként született. Testvérei Törzs Miklós (1911–1974) rendező és Törzs László (1912–2002) újságíró.
Tanulmányait 1931-től kezdve három éven át Szőnyi Istvánnál végezte. 1934-től rendszeresen kiállító művész. Részt vett a Szinyei Merse Pál Társaság Tavaszi Szalon kiállításain, ahol egy alkalommal kitüntető elismerésben részesült. Szántó Piroska révén csatlakozott a Szocialista Képzőművészek csoportjához, részt vett a csoport 1937-es hűvösvölgyi tárlatán, majd szerepelt a Képzőművészek Új Társasága (KÚT) kiállításán. 1945-ben szerepelt az első Szabad Nemzeti Tárlaton a Károlyi-palotában megrendezett Nő a művészetben című kiállításon, majd a Fővárosi Képtárban a Németh Lajos által szervezett Szocialista Képzőművészek Csoportja kiállításon. Az 1950-es években állami megbízásból több portrét festett, például Medgyessy Ferenc szobrászművészről. 1953-től kezdve két éven át a Szentendrei művésztelepen dolgozott. Ezekben az években több üzemi rajzkört vezetett. Utolsó kiállítása az 1969-ben megrendezett Szocialista Képzőművészek Csoportjának bemutatóján volt.

### Családja
Apai nagyszülei Törzs (Bloch) Áron Adolf és Weisz Berta Borbála, anyai nagyszülei Fischer Manó kereskedő és Leitner Anna voltak.
Házastársa Österberg Axel (1911–1968) svéd származású újságíró volt, akivel 1939. április 20-án Budapesten, a Terézvárosban kötött házasságot.